# Square Hector-Berlioz
Pour les articles homonymes, voir Berlioz (homonymie).
Le square Hector-Berlioz est un espace vert  du 9e arrondissement de Paris dans le quartier Saint-Georges.

## Situation et accès

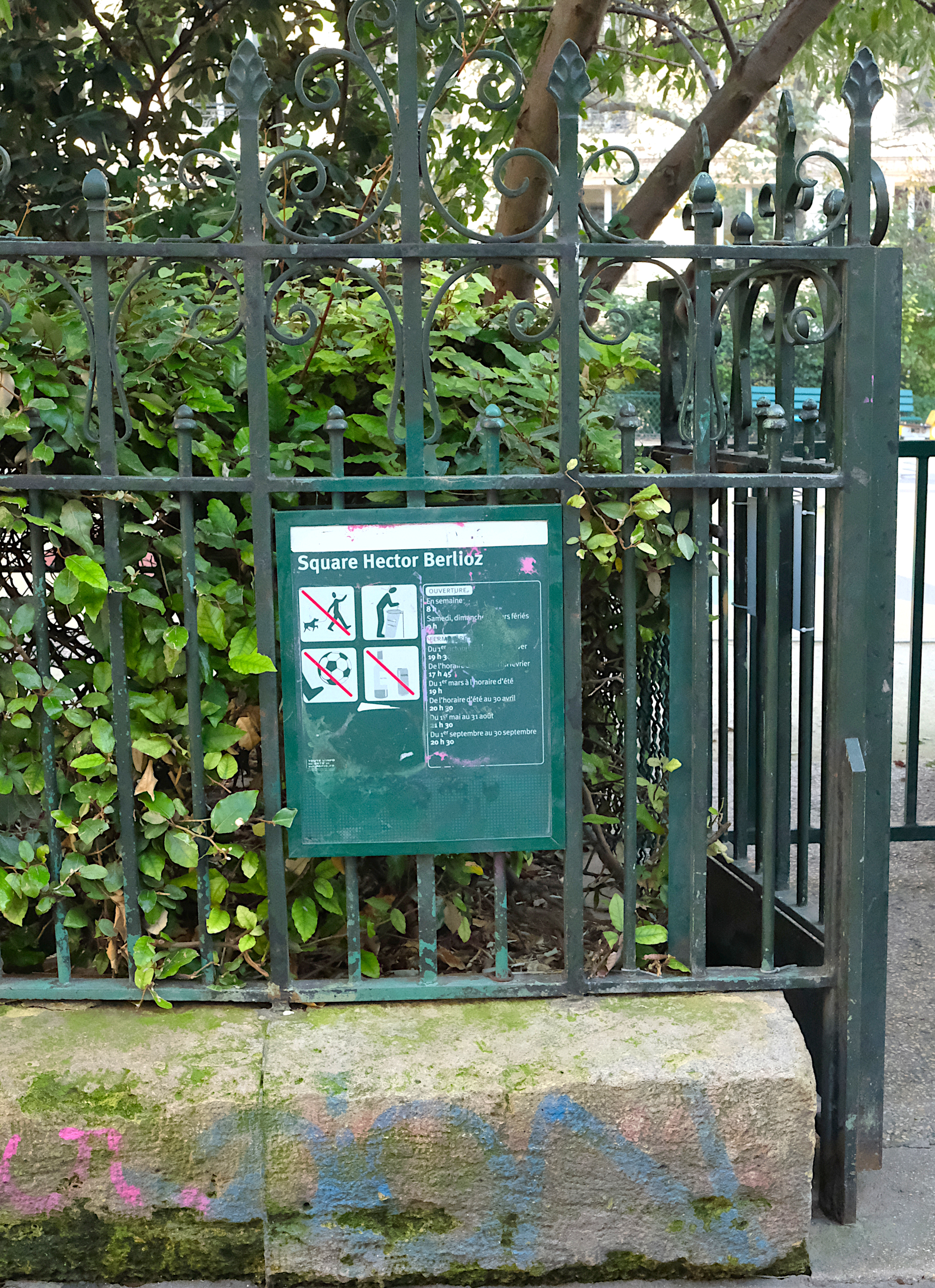
Une des entrées du square.

D'une superficie de 897 m2, ce square est situé sur la place Adolphe-Max (autrefois place Vintimille), près de la place Clichy.
Ce site est desservi par les lignes 2 et 13 à la station de métro Place de Clichy et par la ligne 2 à la station Blanche.

## Origine du nom
Il porte le nom d'Hector Berlioz (1803-1869) compositeur, chef d'orchestre, critique musical et écrivain français.

## Historique
Il est créé entre 1841 et 1844, à l'emplacement d'une pièce d'eau des anciens jardins de Tivoli (ancien domaine du pavillon La Bouëxière). Le square porte alors le nom de « square Sainte-Hélène » parce qu’on disait qu'un particulier y avait planté un    scion du saule ombrageant la tombe de Napoléon à Sainte-Hélène. L’arbre était à l’emplacement de la statue de Berlioz.

## Bâtiments remarquables et lieux de mémoire
Les statues du jardin ont eu une vie mouvementée : 
- en 1850[2], une statue représentant Napoléon en Prométhée, due au sculpteur Roland Mathieu-Meunier, est installée. La statue était en marbre, majestueuse (2,20 m de hauteur), et présentait l'Empereur entièrement nu. Cette nudité héroïque choqua des habitants du quartier, qui badigeonnèrent un uniforme sur le corps de la statue. Ainsi vandalisée, l'œuvre fut détruite à la demande du sculpteur[3] ;
- en 1886, cinq ans après qu'une souscription fut ouverte, on plaça une statue en bronze d’Hector Berlioz due à Alfred Lenoir ;
- en 1941, la statue en bronze représentant Hector Berlioz réalisée par Alfred Lenoir est fondue, dans le cadre de la mobilisation des métaux non ferreux ;
- en 1948, une statue de remplacement en pierre réalisée par Georges Saupiquet est installée.

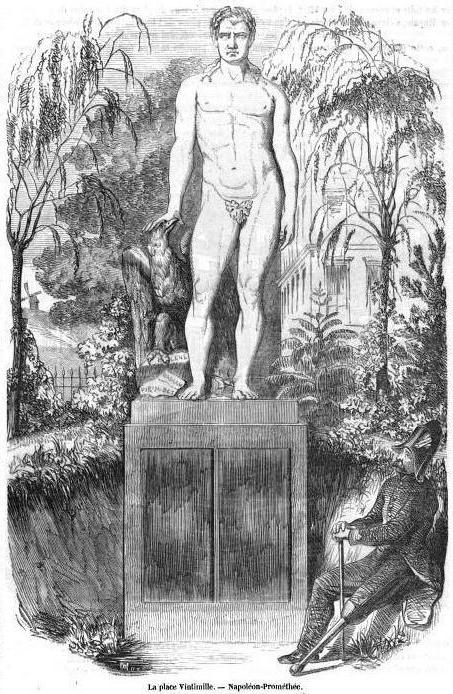
Napoléon en Prométhée, par Roland Mathieu-Meunier (1850).
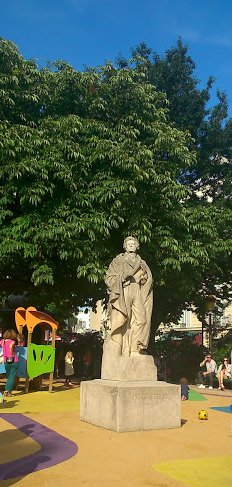
Statue d'Hector Berlioz dans le square (ap. 1948).